# 垂加神道

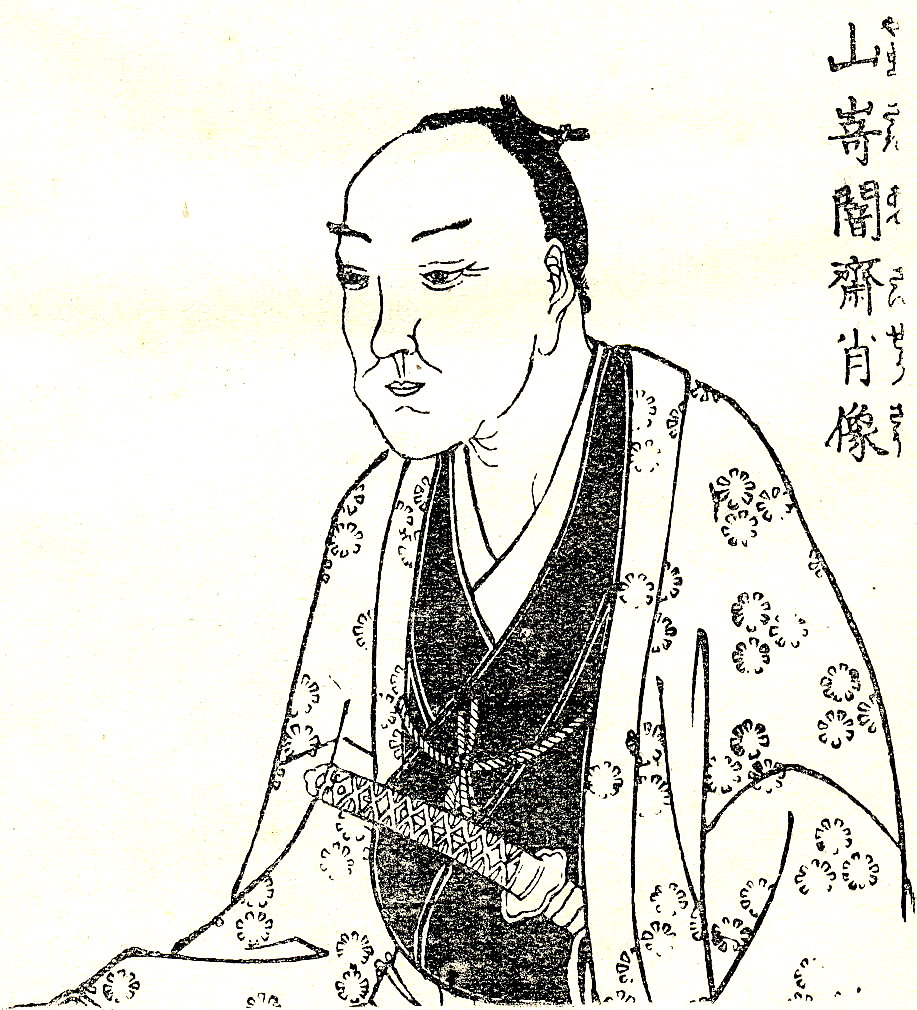
山崎闇齋

垂加神道（すいかしんとう、しでますしんとう）是江戶時代前期，山崎闇齋提唱的神道說。將吉川神道、伊勢神道等神道說，集大成的儒教的神道。

## 概要
「垂加」源自山崎闇齋師事的吉川惟足授予他的靈社號，採自天照大御神的神勅「神垂祈禱，冥加正直」。垂加神道是山崎闇齋學習吉川神道為首的神道諸教說，再將吉川神道加以發展，導入朱子學、陰陽學、易學的神道集大成，強調道德性。
將對天照大御神的信仰，作為大御神的子孫―天皇的統治之道，定義為神道，主張對天皇的信仰、神儒合一，提升尊王思想。對水戶學的尊王論、國粹主義思想帶來極大的影響。但是，復古神道興起後，成為批判的對象。

## 脚注
1. 1 2  全国歴史教育研究協議会.  改訂版. 山川出版社. 2009.
2. 1 2  日本史用語研究会.  四訂版. 実教出版. 2009.

## 關連項目
- 寶曆事件
- 明和事件